# Дедели (вилает Самсун)
Дедели (на турски: Dedeli) е село в околия Бафра, вилает Самсун, Турция. На около 30 метра надморска височина. Намира се на 57 км от град Самсун и на 6 км от град Бафра. Населението му през 2015 г. е 842 души. Населено е предимно с българи мюсюлмани (помаци).